# Вишняково (Богородський міський округ)
Вишняко́во (рос. Вишняково) — присілок у складі Богородського міського округу Московської області, Росія.

## Населення
Населення — 464 особи (2010; 578 у 2002).
Національний склад (станом на 2002 рік):
- росіяни — 96 %